# Luhia
Luhia (llamada oficialmente Santa María de Luía) es una parroquia española del municipio de Ortigueira, en la provincia de La Coruña, Galicia.

## Entidades de población
Entidades de población que forman parte de la parroquia:
- A Igrexa
- As Pontigas
- A Venta (A Venda)
- Cancelo
- Cortes
- Lale
- Laxás
- O Barral
- O Castro de Baixo (O Castro de Abaixo)
- O Castro de Riba (O Castro de Arriba)
- O Escolleito
- O Souto de Luía
- Quintá
- Santa Ana
- Tallón
- Vicoña (A Vicoña)

## Demografía
| Gráfica de evolución demográfica de Luhia entre 2000 y 2019 |
|                                                             |
| Datos según el nomenclátor publicado por el INE.            |